# Dózsa György (opera)
A Dózsa György Erkel Ferenc egyik ötfelvonásos operája. Szövegkönyvét Szigligeti Ede írta Jókai Mór azonos című „verses történelmi szomorújátéka” nyomán. Ősbemutatójára 1867. április 6-án került sor Nemzeti Színházban.

## Az opera története

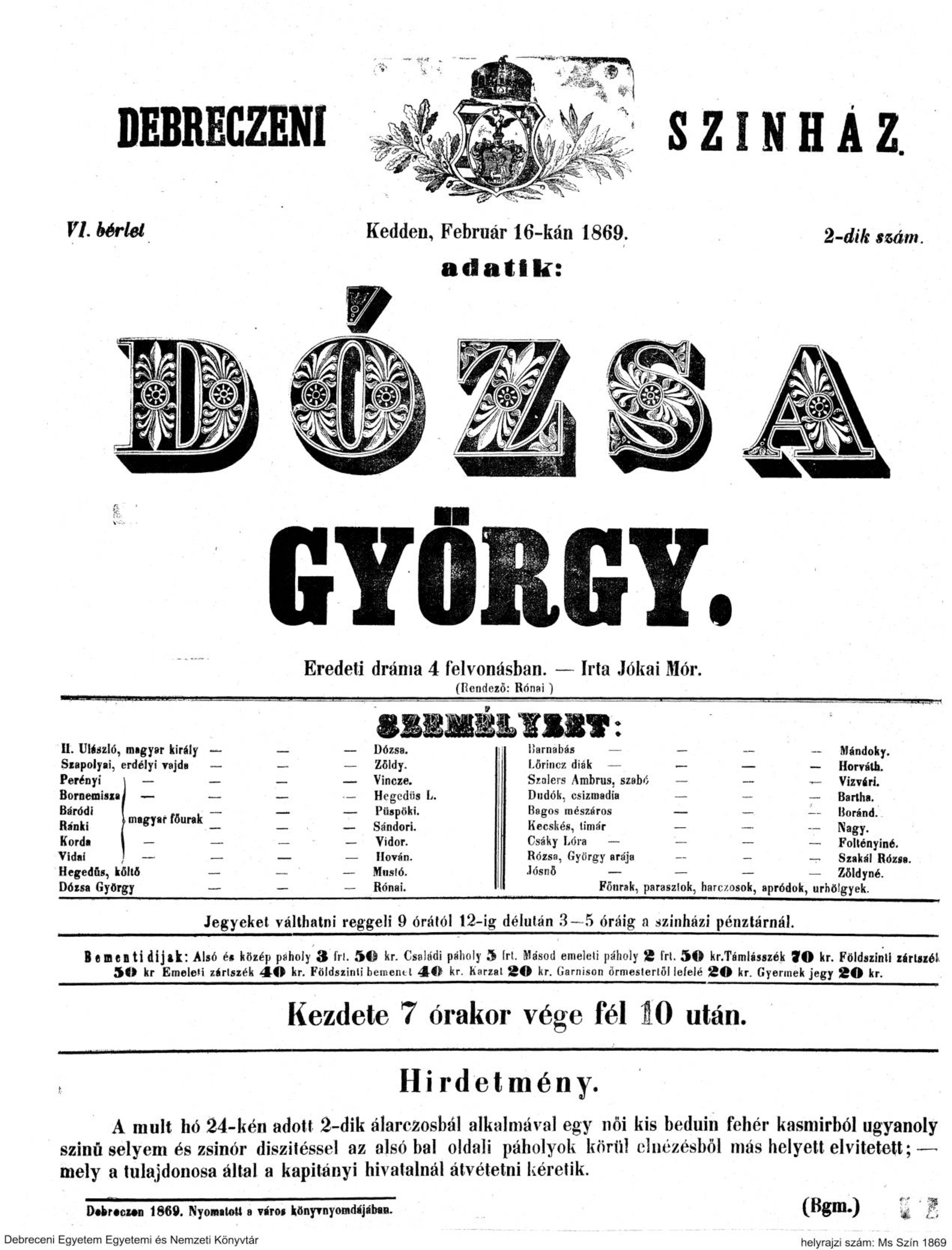
Az opera debreceni plakátja 1869-ből

Erkel 1864-1866 között kezdetben jól, majd egyre lassabban haladt a komponálással. Az operából részletek először – a bevezető jelenet és az első felvonás indulója – egy 1864-es filharmóniai hangversenyen hangzottak el. Azonban a teljes mű végül egyik fent említett részt sem tartalmazta. Az induló később Díszinduló címen mint önálló zenekari darabként lett népszerű, az Dózsába pedig egy másik indulót komponált helyette Erkel. A bemutatót maga a szerző vezényelte, de a várt siker elmaradt. A kritikusok kifogásolták a mű hosszúságát. Ennek következtében már a második előadás alkalmával húzásokat alkalmaztak. Módosították az első felvonás fináléját és a második felvonásban a költő jelenetét.
A zeneszerző és fiai (Gyula és Sándor) a következő előadások alkalmával további változtatásokat eszközöltek. A harmadik előadáson Dózsa már nem átélte, csak álmodta a víziókat. A 4. előadáson elhagyták a második felvonás fináléjának közel a felét. 1867 októberében az operát már négyfelvonásossá átalakítva játszották, majd ebben a formában tűzték műsorra 1869. január 16-án is. A négyfelvonásos változat összesen tíz alkalommal került színpadra. Erkel 1870-1871-ben is tovább dolgozott a művön. 1871. március 26-án a Filharmóniai Társaság egy hangversenyén mutatták be először a sátorjelenetet, de a teljes operát ezután már nem állították színpadra.
Az 1950-es években az operaházban kezdeményezték az opera visszaemelését a repertoárba, de végül csak néhány részlet hangfelvételét készítették el. Az 1990-es évek elején Németh Amadé vezetésével sor került a darab átdolgozására. Ennek az erősen meghúzott változatnak a rádió felvétele készült el 1991-ben, majd ezt a verziót tűzték műsorra az Erkel Színházban 1994-ben. Sajnos ennek az előadásnak a színvonala nem volt éppen a legjobb, ebben talán az is szerepet játszott, hogy az operát erősen megcsonkították. Legutoljára a Kolozsvári Állami Magyar Opera újította fel a művet 2004-ben. A 2010-es Erkel év alkalmából a Magyar Állami Operaházban két este erejéig hallható volt a darab két órás keresztmetszete, hangversenyszerű előadásban.

## Szereplők
| Szereplő                          | Hangfekvés                |
| --------------------------------- | ------------------------- |
| II. Ulászló, Magyarország királya | bariton                   |
| Zápolya, erdélyi vajda            | bariton                   |
| Bornemissza, magyar főúr          | tenor                     |
| Ránki, magyar főúr                | basszabariton             |
| Dózsa György                      | tenor                     |
| Költő                             | mezzoszoprán              |
| Barna, paraszt                    | basszus                   |
| Lőrinc barát                      | basszus                   |
| Ambrus, szabó                     | basszbariton vagy basszus |
| Bagos, mészáros                   | bariton                   |
| Csáky Lóra                        | szoprán                   |
| Rózsa, Dózsa menyasszonya         | szoprán                   |
| Jósnő                             | mezzoszoprán              |
| Egy őr                            | bariton                   |

- Kórus: nemes urak és hölgyek, lovagok, keresztesek, parasztok, katonák (nagy létszám, igen jelentős feladat)
- Történik: Budán, az Alföldön és Temesvárott 1514-ben.
- Az opera színhelyei: I. felvonás: tér a Mátyás-templom előtt Budán; II. felvonás: terem a budai várban; IV. felvonás. Első kép: a jósnő tanyája, 2. kép: Dózsa tábora az Alföldön, 3. kép: Csáky Lóra sátra Dózsa táborában; V. felvonás: Dózsa börtöne
- Játékidő: 3 óra

## Cselekménye

### Első felvonás
Dózsát vitézsége jutalmául a király nemesi rangra emeli és megbízza a törökök elleni keresztes hadjáratra készülő magyar sereg vezetésével. Az ország főurai azonban – Bornemissza kivételével – nem fogadják be maguk közé, kigúnyolják paraszti származása miatt. Dózsa azonban bízik erejében és a királytól kapott rangjában. Megkörnyékezi a szép Csáky Lórát, akinek kegyeiért Zápolya és Bornemissza is vetekedik. Régi menyasszonyát, Rózsát, hidegen fogadja, akárcsak régi barátját Barnát. Nem is igen figyel szavukra, az elbeszélésükből kiderülő rémtettekre, amelyeket éppen Zápolya követett el az ő szülőfalujában.

### Második felvonás
Mulatság Ulászló palotájában. A főurak a távol lévő Dózsán gúnyolódnak. Otromba tréfáik azonban a királyt sem kímélik. A király egy ismeretlen költő társaságában lép színre. Csáky Lóra kínos perceket szerez a nagyuraknak, mert a költő az ő gondolatait tolmácsolja, amikor nem dicséri, hanem kritizálja a főurak henyélő életmódját.

### Harmadik felvonás
Dózsa táborában Ambrus kijelöli a különböző iparosok helyét, gőggel és lénézéssel rivall a parasztokra. Zápolyával az élen a főnemesek is a táborban vannak. Az főurak nem tudnak beletörődni, hogy velük szemben a király egy parasztnak adott hatalmat. Dózsa azonban határozottan közli Zápolyával: ez a tábor az övé és aki szembe mer vele szállni az halál fia. A vajda tajtékzik a dühtől. Letépi a Dózsa melléről a keresztet, földhöz vágja és rátapos. Ez a pillanat robbantja ki Dózsa haragját, aki katonái élén a menekülő főurakra támad.

### Negyedik felvonás
1. kép: Dózsának a jósnő trónt és koronát jövendöl. A nemesi hadat legyőző parasztvezér egyre távolabb kerül övéitől. Elhagyja Rózsát, egy átlátszó ürüggyel, majd Barnát is elidegeníti magától.
2. kép: Csáky Lóra gőgös természete egyre jobban fogva tartja Dózsa képzeletét, a hölgy ugyanis több száz nemessel együtt a parasztok fogságába esett. Akkor is az imádott nő kegyét lesi, amikor ítéletet mond a foglyok felett, akiket végül szabadon bocsát. A főurak szabadságának egyetlen feltétele, hogy esküdjenek meg, nem fognak többé fegyvert a nép ellen. Bornemissza kivételével mind esküt tesznek, de ő inkább a halált választja. Dózsa azonban őt is elengedi, csak Csáky Lórát tartja vissza kezesként. A parasztok és vezetőik érzik, hogy Dózsa Csáky Lóra miatt fordult el addigi következetességétől és úgy látják, hogy lassan ő is árulójukká válik. Barna akadályozza meg, hogy uruk ellen forduljanak, meggyőzi őket, hogy a kialakult helyzetért Csáky Lóra a felelős, őt kell megölniük, és akkor a vezér szíve újra felszabadul.
3. kép: Rózsa kihallgatta Barna és társai tervét. Minthogy kedvesét már elveszítette, úgy dönt, legalább az élhessen boldogan, aki a helyébe került. Ezért beoson Lórához és ruhát cserél vele. Csupán arra kéri, bármilyen sors vár is Dózsára, maradjon mellette úgy, ahogy ő tette volna. Lóra elmenekül, Barna tőre pedig Rózsára sújt le. Dózsát nem rázza meg egykori menyasszonya halála, de sok ideje nem is marad a tépelődésre, mert a nemesek rajtaütnek hadán és megsemmisítő vereséget mérnek rá. Ő is fogságba esik.

### Ötödik felvonás
Dózsa előtt álmában leperegnek élete legfőbb eseményei, sőt végzetét is látja. Csáky Lóra teljesítve ígéretét, megvesztegette az őröket, de a raboskodó Dózsa nem szökik meg, hanem vállalja tetteit és a rá mért sorsot.

## Az opera szövegkönyve
Jókai Mór (1825–1904) Dózsa Györgyről írt verses tragédiáját 1857-ben mutatták be a Nemzeti Színházban. Ez a színdarab nem az idealizált népvezérről szól: Dózsa egy szerelmi konfliktus középpontjában áll, az arisztokráciával is személyes sérelmei miatt fordul szemben. Kétségtelen, hogy Jókai színművei nem tartoznak a korabeli magyar drámairodalom élvonalába, de legtöbbjük, így a Dózsa is, alapvetően jól megírt, működőképes darab, szerzőjük gyakorlati színházi ismereteiről téve tanúbizonyságot.
Szigligeti Ede Erkel számára írt librettója hűen követi az eredeti Jókai darabot. Szigligeti a korszak legkeresettebb drámaírója volt Magyarországon, szinte egymaga elégítette ki egy egész korszak színházi igényeit. Librettó íróként azonban nem bizonyult olyan kiválónak: a szereplőket kevésbé egyénítette, a cselekményt közhelyes fordulatokkal tűzdelte meg, olykor vad romantikus elemeket alkalmazott (jósnő). Kétségtelen, hogy munkájának több dramaturgiai fogyatékossága is van, de ezek nem nagyobbak, mint Egressy hiányosságai a Hunyadi, vagy a Bánk bán szövegkönyve esetében, sőt, Szigligeti librettója sokkal inkább életképes színpadi mű, mint a Bánk bán bármely átdolgozott, meghúzott változata. Ehhez járul még hozzá, hogy Erkel ötödik operájában sikeresen küszöbölte ki a szövegkönyv hibáit a zenei eszközök alkalmazásával. Sajnos a legutóbbi budapesti produkció nem tudta kiemelni a darab értékeit. De a koncertszerű márciusi előadásról több pozitív hangú kritika is született.

## Az opera zenéje
A Dózsa Györgyben Erkel letért az előző három operájával elkezdett útról. A Dózsában szinte alig vannak zárt számok, lényegesen megnőtt viszont a kórus szerepe, ennek köszönhető, hogy egy viszonylag modern forma, a kórus-recitativo is szerepet kapott benne. A zeneszerző dráma és szöveg minden eddiginél szorosabb egységére törekedett: a környezetrajz jóval erősebb és kifejezőbb lett, akárcsak a jellemábrázolás és a drámai motívumok kibontakozása, mint korábbi műveiben. A zene drámai kifejezőereje leginkább ott szembetűnő, ahol a szöveg bizonytalanul megformált hősének a zene motívumai biztosítanak hősi pátoszt és határozottságot.
A Dózsa már valamelyest Wagner hatása alatt fogant: a szerző emlékeztető szintén vezérmotívumokat alkalmazott, és egyes dallamok aszimmetrikus felépítésük miatt végtelennek tűnek, de ezek nem végtelen dallamok a szó wagneri értelmében. Erkel átkomponált zenedrámája nem nélkülözi a zárt számok nyugvópontjait sem. Ezért az opera zenéje inkább a francia nagy opera hagyományaihoz, azon belül is, főleg Meyerbeer operáinak politikai-mélylélektani realizmusához áll közel. A nagyoperához közelíti a darabot a történelmi témaválasztás mellett az ötfelvonásos struktúra is, ami a korábbi Erkel operákra nem volt jellemző. Ezenkívül Verdi középső alkotói periódusának a hatása is szembetűnő.
A zenei alapszövet magyaros jellegét itt is a verbunkos adja. A zenekar kezelés módja jóval polifónabb, a műdalok pedig a korábbi operákhoz képest lényegesen újszerűbb módon kerültek feldolgozásra. Erkel zenéjének harmónia világa is egészen megújult, sokkal modernebbnek hat, mint a Hunyadi vagy a Bánk bán bel canto romantikája.
A műben végre megszűnt a korábbi darabokra jellemző, sematikus szereplő csoportosítás, mely szerint az egyértelmű jókkal (vagyis a magyarokkal) állnak szemben a rosszak (a betolakodó idegenek). A másik fontos változás a korábbi Erkel operák világához képest, hogy a nép végre igazi esemény formáló erőként lép elő. Erkel muszorgszkiji tárgyilagossággal, hanem is elmélyültséggel, ábrázolta a címszereplő, Barna és a többiek önzését, valamint a tömeg önérdekű viselkedését. Nincs külső ellenség, az igazi katasztrófát a belső széthúzás rejti magában, akárcsak a Borisz Godunovban. De az is igaz, hogy Erkel jóval szájba rágósabban, közhelyszerűen adja ezt a tudtunkra. Csakhogy ez nem személyesen a zeneszerző, hanem elsősorban a szövegkönyvíró hibája. Erkel érdeme, hogy még egy ilyen közhelyes librettót is ekkora drámai erővel tudott felruházni a muzsika segítségével. A Dózsa jelentős és ma is élvezhető opera minden fogyatékossága ellenére.

## Híres áriák, kórusművek
- Díszinduló
- Én, Dózsa György, most hitett teszek róla - Dózsa imája az I. felvonásban
- Négy vége van a világnak, négy ellene a hazának - Dal a régi dicsőségről a II. felvonásban

## Hangfelvételek
Jelenleg nem létezik teljes felvétel a műből. Az 1950-es években a Magyar Rádió stúdiójában rögzítettek a darab néhány részletét, Szabó Miklóssal, Osváth Júliával, Sándor Judittal, Palánkay Klárával, Palló Imrével, Jámbor Lászlóval és Maleczky Oszkárral a főbb szerepekben. Az 1990-es évek elején Németh Amadé és Ruitner Sándor alaposan átdolgozta a teljes darabot, ezt az igencsak megkurtított verziót vette fel teljes felvételként a Magyar Rádió 1991-ben. Ezen a felvételen Gulyás Dénes énekli a főszerepet és Kovács János vezényel. 2010-ben az Erkel emlékév alkalmából szintén Kovács János vezényletével elhangzott a mű két órás keresztmetszete koncertszerűen a Magyar Állami Operaházban, amit a Magyar Rádió rögzített. Ezt követően 2014 november 17-én, a Dózsa György vezette parasztfelkelés 500 évfordulója alkalmából ismét elővették a darabot és koncertszerűen megszólaltatták az opera a korábbiaknál teljesebb zenei anyagát tartalmazó változatát. Erről a Kocsár Balázs vezényelte előadásról szintén hangfelvétel készült, amiből egy nyolcvanperces válogatás megjelent cédén.
A kolozsvári opera és a Musica Hungarica CD-kiadó tervbe vette a teljes, eredeti verzió felvételét és megjelentetését, de az Erkel operái harmadik, a Brankovics György egy meghúzott verzióját közlő, 2 CD-s kiadvány után elfogyott a pénzük. Egy ideig próbálkoztak adományok és támogatások gyűjtésével összeszedni a hiányzó összeget, de úgy látszik, ezzel sem jártak sikerrel. A Musica Hungarica kiadó honlapja azóta az internetről is eltűnt, a kolozsvári opera pedig úgy látszik, egyelőre letett szándékáról.
A Hungaroton a 2010-es Erkel év kapcsán kiadott egy albumot, amely több, ritkán hallható Erkel operából is tartalmaz részleteket, köztük a Dózsa György 1991-es felvételéből a következőket:
- Dózsa esküje az I. felvonásból
- A Jósnő áriája a II. felvonásból
- A Lantos áriája: Dal a régi dicsőségről a II. felvonásból

A Magyar Állami Operaház által megjelentett keresztmetszet:
Dózsa György - Fekete Attila, Csáky Laura - Miksch Adrienn, Rózsa - Fodor Beatrix, II. Ulászló - Geiger Lajos, Zápolya - Kelemen Zoltán, Bornemissza - Boncsér Gergely, Költő - Heiter Melinda, Lőrinc barát - Cser Krisztián, Barna - Molnár Zsolt, Jósnő - Wiedemann Bernadett. Közreműködik a Magyar Állami Operaház Zenekara és a Nemzeti Énekkar, vezényel: Kocsár Balázs. A hangfelvétel helye és ideje: élőelőadás felvétel 2014. november 17. Erkel Színház. 1 CD OperaTrezor, MÁO016